# Касилаг
Ка́силаг (болг. Касилаг) — село в Перницькій області Болгарії. Входить до складу общини Радомир.

## Населення
За даними перепису населення 2011 року у селі проживала 51 особа, усі — болгари.
Розподіл населення за віком у 2011 році:
Динаміка населення: